# Lionel Logue
Lionel Logue (26. února 1880 Adelaide, Jižní Austrálie – 12. dubna 1953 Londýn) byl známý jako řečový terapeut, pomohl odstranit vadu řeči britskému králi Jiřímu VI.

## Původ
Logue se narodil 26. února 1880 v univerzitním městečku Adelaide v Jižní Austrálii jako nejstarší ze čtyř dětí. Vystudoval Prince Alfred College a Elder Conservatorium of Music. Stal se žákem učitele řečnictví Edwarda Reevese.

## Počátky kariéry v Austrálii
Jeho profesionální kariéra začala v australském Perthu, kde kromě výuky výslovnosti a řečnictví vyučoval i obory herectví a umělecký přednes. Tyto obory studoval na Elder Conservatorium of Music.
V roce 1907 se oženil s Myrtle Gruenertovou, se kterou měl tři syny. Dva roky po svatbě se společně vydali na půlroční turné kolem světa studovat metody výuky řečnictví. Po první světové válce Logue uplatnil a také rozšířil svou znalost léčby ztráty schopnosti mluvit při terapii australských vojáků, vracejících se z bojů první světové války. Mnozí po traumatických zážitcích z bojů či po zásahu bojovým plynem přišli o schopnost mluvit. Tady Logue získal praktické zkušenosti léčby poruchy řeči. Svou metodu založil nejen na správném dýchání, ale i fyzickém cvičení, které pomáhá pacientům s dýcháním. Pro terapii Lionela Logua byl charakteristický humor, nesmírná trpělivost a velká snaha o vytvoření důvěry mezi terapeutem a pacientem.

## Profesionální kariéra v Londýně
V roce 1924 se Logue vypravil do Anglie. Původně rodina plánovala pouze krátký, dovolenkový pobyt, ale nakonec se rozhodli zůstat v Londýně. V známém lékařském centru – ulici Harley Street, si otevřel ordinaci pro léčbu vad řeči, učil také výslovnost na londýnských školách. Jeho metoda byla úspěšná a Logue se stával známým řečovým terapeutem.

## Setkání s princem Albertem
Princ Albert, vévoda z Yorku se velmi obával vystoupení na veřejnosti. Trpěl těžkou vadou řeči, silným koktáním, které bylo následkem přeučování přirozeného leváka na používání pravé ruky. Na veřejnosti prakticky nemohl mluvit vůbec. Jeho závěrečná řeč na jubilejní výstavě britského impéria ve Wembley 31. října 1925 se ukázala jako utrpení jak pro vévodu tak i pro posluchače. Vévoda se rozhodl najít způsob, jak odstranit své koktání.
Lord Stamfordham doporučil vévodovi Lionela Logua. Logue předepsal vévodovi denní hodinu cvičení a zpěvu, doporučil relaxování. Léčba byla úspěšná a v roce 1927 už vévoda mluvil sebevědomě a jeho projev na zahájení parlamentu v Canbeře byl brilantní. Logue doprovázel Alberta, z něhož se po abdikaci jeho bratra Eduarda (abdikoval pro svůj vztah ke dvakrát rozvedené Američance Wallis Simpsonové), stal král Jiří VI. Přáteli zůstali až do konce svých životů.
Vnuk Lionela Logua Mark napsal spolu s Peterem Conradim knihu o vztahu jeho dědečka a vévody z Yorku, který se později po abdikaci jeho staršího bratra Eduarda stal králem Jiřím VI. Kniha byla použita jako předloha v roce 2010 pro britský film The King's Speech (česky: Králova řeč). Scénář napsal David Seidler, Lionela Logua hrál Geoffrey Rush a jeho pacienta, vévodu z Yorku Colin Firth. V únoru 2011 The King's Speech vyhrál čtyři Oscary, včetně ceny pro nejlepší film a ceny pro nejlepšího herce Colina Firtha v roli vévody z Yorku.